# اس‌اس استنوود
اس‌اس استنوود (به انگلیسی: SS Stanwood) یک کشتی بود که طول آن ۱۱۰٫۲ متر (۳۶۱ فوت ۷ اینچ) بود. این کشتی در سال ۱۹۱۵ ساخته شد.